# Joan Bentallé
Juan Carlos Martínez i Bentallé, més conegut com a Joan Bentallé (Barcelona, 23 d'agost de 1963) és un actor català de cinema, teatre i televisió especialitzat en manipulació d'objectes.
Al cinema protagonitza, entre altres títols, Tres días de libertad dirigida per José Antonio de la Loma (1996) i Amor eterno dirigida per Marçal Forés (2014), coneguda internacionalment com a Everlasting love. També escriu, dirigeix i protagonitza els curtmetratges Déjate morder (2010) i La verdad (2015).
En televisió, treballa a la sèrie La Riera durant les temporades 3 i 4 encarnant el personatge de Víctor Alemany Samper.
Actor especialitzat en manipulació d'objectes i titelles, entre les seves creacions es troben els personatges de Bluki de Barri Sèsam, i la bruixa Lubina i Lublú de Los Lunnis i Lunnis de leyenda.